# Tony Hands
Pour les articles homonymes, voir Hands.
Tony Hands, né le 16 septembre 1969 à Luanshya, est un joueur professionnel de squash représentant l'Angleterre. Il atteint en janvier 1994 la neuvième place mondiale sur le circuit international, son meilleur classement.

## Palmarès

### Titres
- Open de Colombie : 1997
- Championnats d'Europe par équipes : 2 titres (1993, 1994)